# Otto II de Palatinat-Mosbach
Otto II de Palatinate-Mosbach (22 juin 1435 - 8 avril 1499 à Neumarkt in der Oberpfalz), aussi appelé en français Othon II et par ailleurs surnommé Othon le mathématicien (Otto Mathematicus), était comte palatin et duc de Palatinat-Mosbach-Neumarkt. Il appartient à la Maison de Wittelsbach, l'une des plus anciennes et des plus puissantes familles du Saint-Empire romain germanique. 

## Biographie

### Jeunesse
Otto II est le fils aîné (et le troisième des neuf enfants) d'Otto Ier de Palatinat-Mosbach et de son épouse Johanna von Beieren-Landshut. Il a grandi dans la résidence comtale de Neumarkt et a repris la régence de Neumarkt et du Haut-Palatinat à 16 ans, après le décès de son père le 5 juillet 1461. Après son oncle Johann von Neumarkt (Jean de Bavière) (dont le fils Christophe de Bavière, qui était roi du Danemark, faisait administrer le duché de Neumarkt par un gouverneur) et son père Otto Ier, Otto II a ainsi été le troisième comte palatin à Neumarkt, et le deuxième représentant de la lignée Palatinat-Mosbach.

### Activité politique
Otto II a passé son règne principalement à Neumarkt. C'est là qu'il réussit également à résoudre le différend portant de longue date sur le château de Wolfstein et ses terres que les comtes de Neumarkt avaient essayé à maintes reprises d'annexer. En 1435, l'empereur Sigismond de Luxembourg avait assuré aux Wolfstein les mêmes droits que le siège royal de Neumarkt. Mais Otto Ier avait déjà augmenté la pression sur les Wolfstein de nouveau, de sorte qu'ils se voyaient forcés de remettre le château et les terres au roi de Bohême comme un fief, qui passa bientôt le château au vice-chancelier de Neuschönenberg, en Bohême. Otto II réussit à acquérir Wolfstein et à intégrer ainsi ce domaine dans le territoire du comte palatin.
En 1460, il entreprit un pèlerinage avec sa suite en Terre Sainte et fut fait chevalier dans l'ordre équestre du Saint-Sépulcre de Jérusalem dans la nuit du 3 au 4 juillet 1460 à l’église du Saint-Sépulcre. Son compagnon de route Hans Bernhard von Eptingen (de) (1432-1484) a laissé un journal de voyage de ce périple.
Le 14 novembre 1475, avec son frère Johann, abbé de Regensburg, Otto II accompagna à l'autel la mariée lors du fameux mariage de Landshut (en), qui consacra l'union de son cousin, le duc Georges de Bavière-Landshut, dit le Riche et d'Edwige Jagellon, fille de Casimir IV Jagellon, roi de Pologne et archiduc de Lituanie, et de son épouse  Élisabeth de Habsbourg, fille d'Albrecht II.
Le 4 octobre 1490 à Germersheim, Otto II transféra ses terres par acte de donation à l'Électeur Palatin Philippe Ier l'Ingénu, pour les co-administrer avec lui, car il était sans enfants tandis que son seul frère survivant Albrecht von Pfalz-Mosbach (1440-1506), en tant qu' évêque de Strasbourg, n'était pas candidat à sa succession.

### L'astronome
Le surnom de "mathématicien" a été donné au duc palatin Otto II en raison de ses intérêts scientifiques, en particulier dans les domaines des mathématiques et de l'astronomie. Il fit construire un petit observatoire, dite la tour du mathématicien, dans sa résidence de Neumarkt. 
Après avoir cédé ses fonctions officielles à l'électeur Philippe Ier en 1490, Otto II se retira pour se consacrer entièrement à ses observations astronomiques.

### Décès et postérité
Le 8 avril 1499, Otto II mourut sans enfant dans le château comtal, la lignée Palatinat-Mosbach était donc éteinte et ses terres revenaient ainsi officiellement au [Palatinat électoral] sous Philippe Ier. Il est le seul duc de Neumarkt qui y ait été enterré. Sa  haute tombe de marbre est située dans l'église de la résidence comtale.